# Kasteel Heysterum

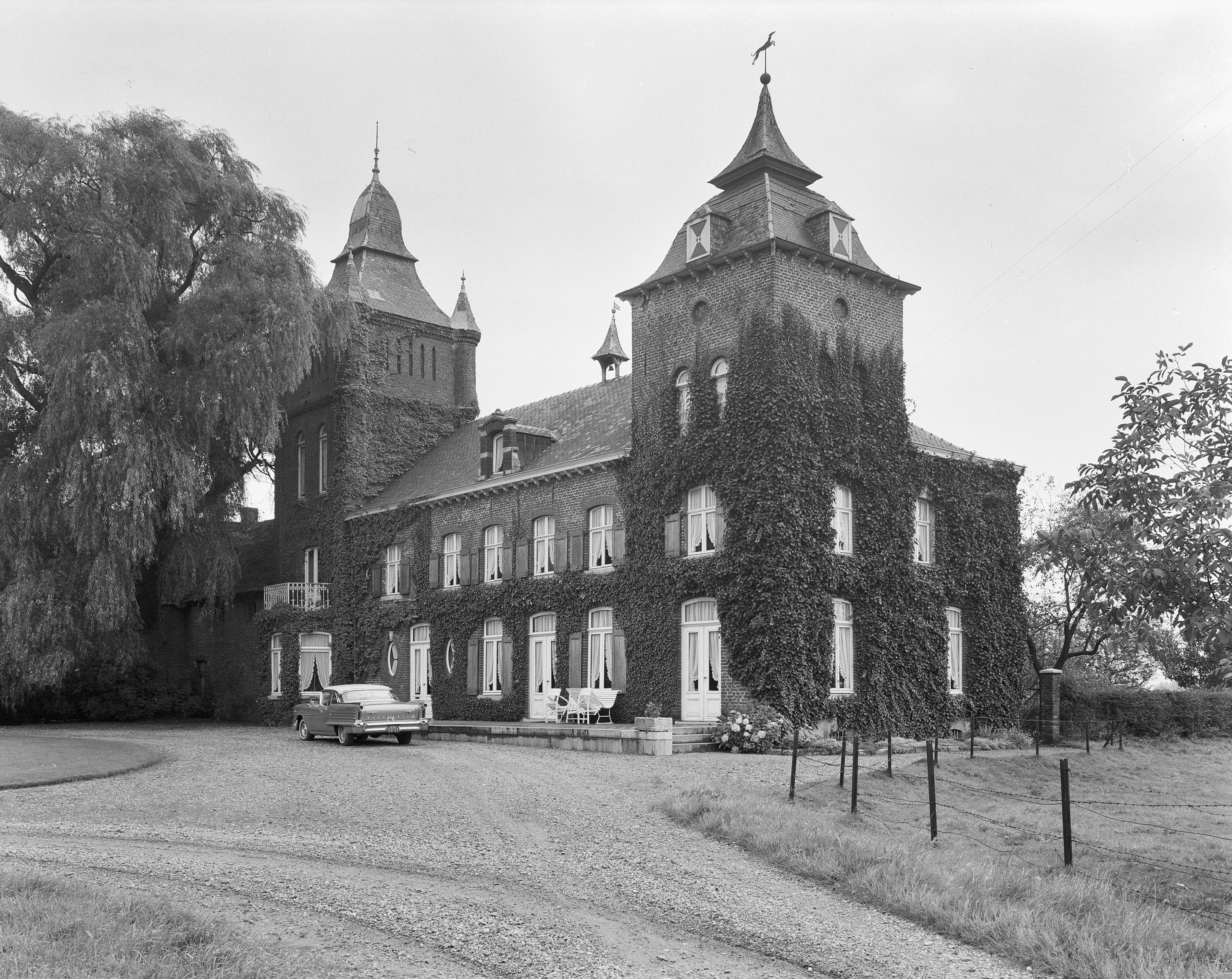
Kasteel Heysterum

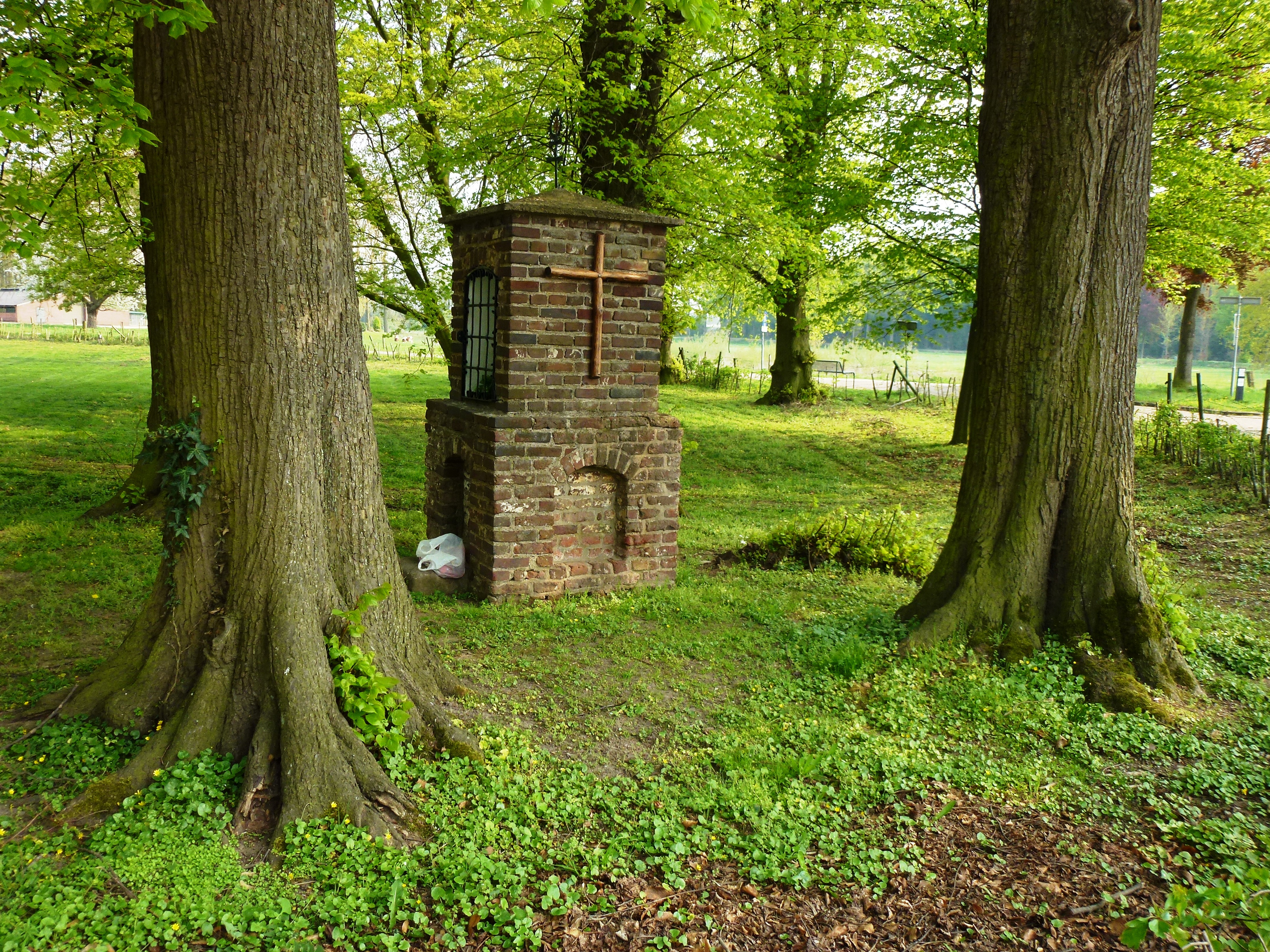
Het kapelletje

Kasteel Heysterum (ook: 't Huys Heysterum) is een kasteelachtig landhuis te Linne, gelegen aan Weerd 6, in de Nederlandse gemeente Maasgouw.

## Gebouw
Het bakstenen landhuis, dat gebouwd is op de fundamenten van een middeleeuws kasteel, stamt uit omstreeks 1740. Het is een huis van drie verdiepingen dat twee vierkante torens telt. Een toren is voorzien van hoekblokken in mergelsteen. De andere toren is voorzien van vier hoektorentjes en heeft een klokvormig dak. Het dakruitertje op het hoofdgebouw is van 1789. In de 19e eeuw werd aan de achterzijde een vijfhoekige erker aangebouwd. De zuidelijke toren werd omstreeks 1890 in neogotische trant verbouwd. 
Het interieur heeft vooral 19e-eeuwse elementen in neoclassicistische stijl, zoals stucplafonds en een eiken trap.
De aangebouwde boerderij stamt uit de 17e eeuw en heeft een schuur waarvan de gevelsteen het jaar 1760 toont.
In 1995 werd het kasteel gerestaureerd.

## Landgoed
Het geheel ligt op een landgoed, bestaande uit een grasvlakte, in de 19e eeuw aangelegd, met een aantal alleenstaande monumentale bomen. Voorts is er een achtertuin en een weiland. Op het weiland staat een kapelletje dat omringd is door zes oude linden: de Piëtakapel.
Kasteel en landgoed zijn geklasseerd als Rijksmonument.